# Stevia serrata
Stevia serrata là một loài thực vật có hoa trong họ Cúc. Loài này được Cav. miêu tả khoa học đầu tiên năm 1797.